# Yên Minh (huyện)
Yên Minh là một huyện vùng cao biên giới thuộc tỉnh Hà Giang, Việt Nam.

## Vị trí địa lý

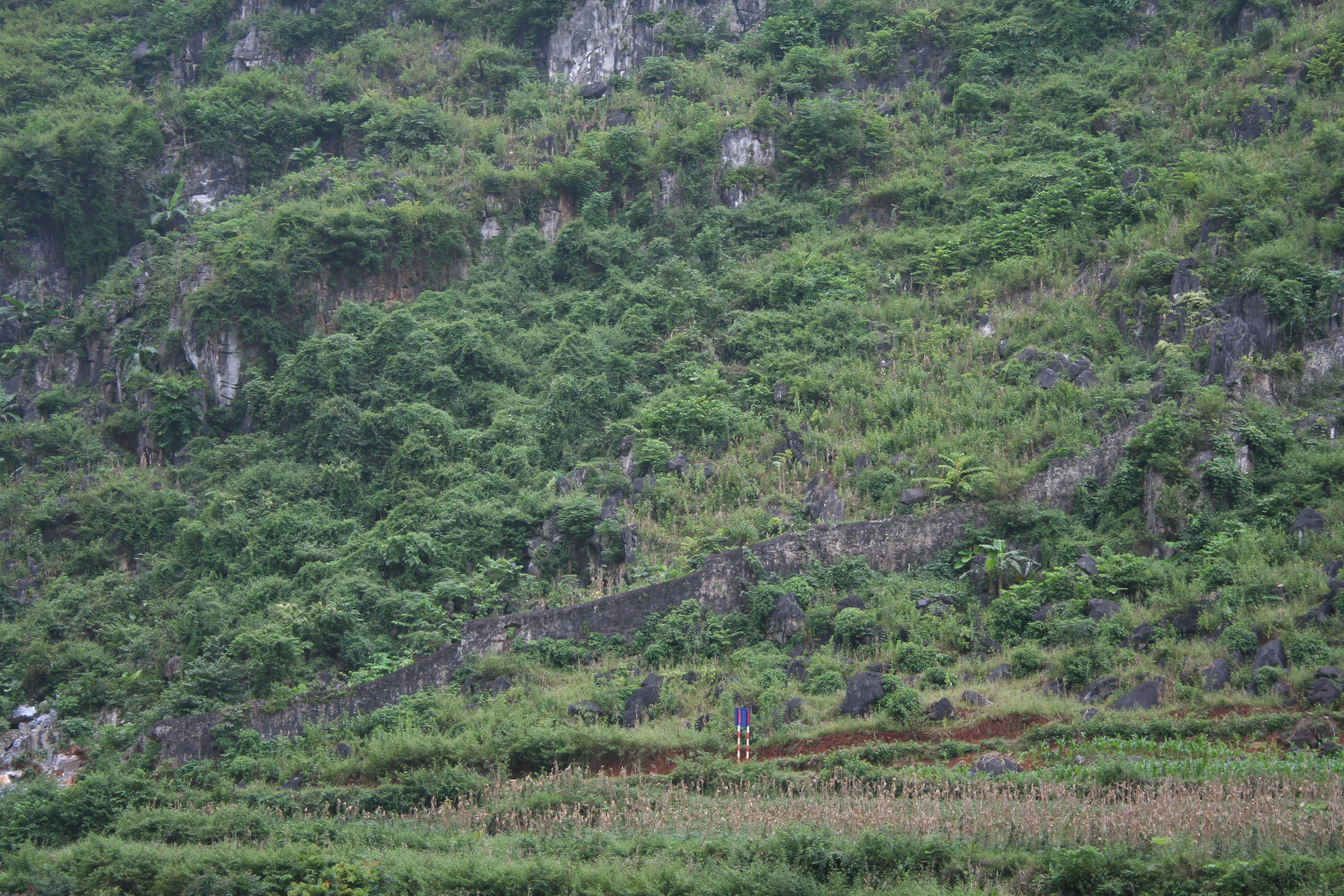
Di tích thành lũy của người Mông Trắng tại Yên Minh

Huyện Yên Minh nằm ở phía đông bắc của tỉnh Hà Giang, nằm cách thành phố Hà Giang khoảng 98 km về hướng đông bắc theo Quốc lộ 4C, tỉnh lộ 176 theo hướng nam đi huyện Bắc Mê, cách trung tâm thủ đô Hà Nội khoảng 390 km, có vị trí địa lý:
- Phía đông giáp huyện Mèo Vạc và huyện Bảo Lâm, tỉnh Cao Bằng
- Phía tây giáp huyện Quản Bạ và huyện Vị Xuyên
- Phía nam giáp huyện Bắc Mê
- Phía bắc giáp huyện Đồng Văn và Châu Văn Sơn, tỉnh Vân Nam, Trung Quốc với đường biên giới dài khoảng 30 km.

Huyện Yên Minh có diện tích 776,59 km², dân số năm 2019 là 97.553 người, mật độ dân số đạt 126 người/km².

## Hành chính
Huyện Yên Minh có 18 đơn vị hành chính cấp xã trực thuộc, bao gồm thị trấn Yên Minh (huyện lỵ) và 17 xã: Bạch Đích, Đông Minh, Du Già, Du Tiến, Đường Thượng, Hữu Vinh, Lao Và Chải, Lũng Hồ, Mậu Duệ, Mậu Long, Na Khê, Ngam La, Ngọc Long, Phú Lũng, Sủng Thài, Sủng Cháng, Thắng Mố.

## Lịch sử
Trước kia, Đồng Văn là tổng Đông Quan thuộc châu Bình Nguyên, phủ Tương Yên, tỉnh Tuyên Quang sau đó thuộc về châu Bảo Lạc do một thổ người Tày họ Nông ở Bảo Lạc cai quản như một lãnh địa.
Khi thực dân Pháp xâm lược, tách Đồng Văn khỏi Bảo Lạc. Dưới thời Pháp thuộc, toàn phủ Tương Yên trong đó có tổng Đông Quan được đặt trong đạo quan binh thứ 2 Hà Giang. Trong danh mục các làng xã Bắc Kỳ của Ngô Vi Liễn xuất bản năm 1928 thì tỉnh Hà Giang có hai châu (Bắc Quang, Vị Xuyên) và hai đại lý (Đồng Văn, Hoàng Su Phì).
Sau Cách mạng tháng 8 năm 1945, về mặt địa giới hành chính, trên danh nghĩa Đồng Văn vẫn như trước.
Ngày 13 tháng 12 năm 1962, Bộ Nội vụ ban hành Quyết định số 328-NV về việc:
- Đổi tên xã Hòa Bình thành xã Mèo Vạc
- Đổi tên xã Tự Do thành xã Cán Chu Phìn
- Đổi tên xã Thống Nhất thành xã Pả Vi
- Đổi tên xã Phìn Lồ thành xã Phú Lũng.

Ngày 15 tháng 12 năm 1962, Hội đồng Chính phủ ban hành Quyết định số 211-CP về việc thành lập huyện Yên Minh trên cơ sở tách 13 xã: Bạch Đích, Du Già, Đường Thượng, Lao Và Chải, Lũng Hồ, Mậu Duệ, Na Khê, Nậm Ban, Ngam La, Ngọc Long, Niêm Sơn, Tát Ngà và Yên Minh thuộc huyện Đồng Văn.
Tháng 12 năm 1975, hợp nhất hai tỉnh Tuyên Quang và Hà Giang thành tỉnh Hà Tuyên, Yên Minh là một huyện của tỉnh Hà Tuyên.
Ngày 21 tháng 12 năm 1982, Hội đồng Bộ trưởng ban hành Quyết định 179-HĐBT về việc:
- Tách 4 xã Phú Lũng, Thắng Mố, Sủng Tráng và Sủng Thài của huyện Đồng Văn sáp nhập vào huyện Yên Minh
- Tách 3 xã Niêm Sơn, Nậm Ban và Tát Ngà của huyện Yên Minh sáp nhập vào huyện Mèo Vạc
- Tách 3 xóm Séo Hồ, Bản Rào và Bản Đã của xã Bạch Đích sáp nhập vào xã Na Khê
- Tách 4 xóm Đoàn Kết, Na Pao, Phía Lái và Súi Gia Thèn của xã Na Khê sáp nhập vào xã Bạch Đích.

Năm 1991, khi tách trở lại thành Tuyên Quang và Hà Giang, Yên Minh trở lại là huyện của tỉnh Hà Giang, bao gồm 14 xã: Bạch Đích, Du Già, Đường Thượng, Lao Và Chải, Lũng Hồ, Mậu Duệ, Na Khê, Ngam La, Ngọc Long, Phú Lũng, Sủng Thài, Sủng Tráng, Thắng Mố và Yên Minh.
Ngày 29 tháng 1 năm 1997, Chính phủ có Nghị định số 8-CP về việc:
- Thành lập xã Du Tiến thuộc huyện Yên Minh trên cơ sở một phần xã Du Già
- Thành lập xã Mậu Long thuộc huyện Yên Minh trên cơ sở một phần xã Mậu Duệ và xã Ngọc Long.

Ngày 20 tháng 8 năm 1999, Chính phủ ban hành Nghị định 74/1999/NĐ-CP về việc chia xã Yên Minh thành thị trấn Yên Minh (thị trấn huyện lị huyện Yên Minh) và 2 xã: Hữu Vinh, Đông Minh.
Từ đó, huyện Yên Minh có 1 thị trấn và 17 xã như hiện nay.